# Hermandad de Jesús Sin Soga (Écija)
Hermandad y Cofradía de Nuestro Padre Jesús sin Soga, Nuestra Señora de la Fe, Sagrados Corazones de Jesús y María y Santa Ángela de la Cruz, es una Hermandad católica de penitencia de la localidad sevillana de Écija. Su sede canónica reside en la  Iglesia de Santa Bárbara. Hace estación de penitencia en la tarde del Viernes Santo, en la que procesiona con dos pasos: Nuestro Padre Jesús Sin Soga y Nuestra Señora de la Fe. Es conocida popularmente como la Hermandad de Jesús sin Soga.

## Historia
Esta hermandad surge de la unión de dos grupos de jóvenes de la ciudad que deseaban vivir más profundamente sus creencias cristianas dedicándose por ello a la visita de enfermos y necesitados,  entre estos los había que pensaban que las Hermandades de Penitencia eran instituciones válidas para llevar a cabo estos propósitos. De estas inquietudes se funda la hermandad como un medio de actuación eficaz que proporcionaba un marco para dar continuidad y organización a las actividades cristianas que se habían desarrollado.
En 1977 se solicita permiso del Arzobispado de Sevilla para la elaboración de las Reglas, lo que se inició después de la realización de informes del clero local y del párroco de Santa María, de la que depende la Iglesia de Santa Bárbara. Estableciéndose la Hermandad mediante autorización concedida por Decreto de 11 de marzo de 1978 del obispo auxiliar y vicario episcopal de Laicos, Rafael Bellido Caro, formándose una Junta Gestora y realizando la primera Estación de Penitencia el 24 de marzo de ese año.
Las primeras Reglas de la Hermandad fueron aprobadas por Cabildo General Extraordinario de fecha 30 de octubre de 1978, siendo refrendadas por la Autoridad Eclesiástica por Decreto de su Excia. Rvdma. el Sr. Arzobispo de Sevilla, Fray Carlos Amigo Vallejo de fecha 24 de octubre de 1988, en la cual se erigía canónicamente la Hermandad en la Iglesia de Santa Bárbara de la ciudad de Écija.  
Las actuales Reglas fueron aprobadas por una unanimidad de los hermanos de esta Hermandad, en Cabildo General Extraordinario celebrado el 18 de mayo de 2007, y autorizadas por el Arzobispo de Sevilla, por Decreto protocolo 370/90 del Delegado Episcopal para Asuntos Jurídicos de las Hermandades y Cofradías, D. Teodoro León Muñoz, de fecha 16 de febrero de 2009.

## Imágenes y pasos
La imagen de Nuestro Padre Jesús Sin Soga,  es una obra del escultor  José Montes de Oca, que realizó en 1732. Representa un Nazareno camino del Calvario. Recibía culto bajo la advocación de Jesús Cansado en la desaparecida capilla de San Gregorio en el barrio del Matadero. La actual advocación es recuperada por la Hermandad en 1977 de una antigua tradición ecijana según la cual el Nazareno, del retablo callejero de la capilla exterior de Santa Bárbara, hizo el milagro de desprenderse y convertir en oro su cíngulo de esparto, socorriendo de este modo a un necesitado devoto que rezaba, por lo que acorde a esta tradición procesiona cargando con la cruz y sin cíngulo.

Nuestra Señora de la Fe es obra de Pedro Roldán que realizó en 1680. Tiene la particularidad de mostrar las manos unidas en actitud orante, siendo actualmente la única Virgen ecijana en esta actitud. Fue cedida a la hermandad en 1980 los religiosos dominicos del antiguo convento de San Pablo y Santo Domingo en octubre de 1980, haciendo su primera estación de penitencia en 1987.
Esta imagen se trata de la antigua Titular que, bajo la advocación de Nuestra Señora de las Angustias, procesionó durante los siglos XVII y XVIII, en la cofradía del Rosario, hasta que la rivalidad encontrada con la Hermandad de la Soledad llevó al Consejo de Castilla a prohibirles a ambas la salida procesional desde 1789.
Procesiona en un paso sin palio sobre una peana con altos candelabros de guardabrisa y candelería delante de la imagen, del pontanes Francisco Palos. Presenta capillas laterales con imágenes de Francisco Fernández Enríquez y Darío Fernández Parra. La Hermandad se encuentra en proyectos para realizar un  paso de palio de mejor calidad para la titular.

## Culto al Sagrado Corazón de Jesús y María.
Apenas cinco años después que el Señor se apareciera al Padre Bernardo de Hoyos en Valladolid, se consagra la Parroquia de Santa Bárbara al Sagrado Corazón, siendo la segunda de toda España en hacerlo y casi treinta años antes de que dicho culto fuera aprobado públicamente.
Quedando esto reflejado en uno de los pilares que separan la nave central de la nave de la epístola de la Iglesia de Santa Bárbara en una placa de mármol:
“PARA PERPETUA MEMORIA Y EN HONOR Y GLORIA DEL DEÍFICO CORAZÓN, POR SER ESTA LA SEGUNDA IGLESIA DE ESPAÑA EN QUE SE LE DIO CULTO EL AÑO 1738 ENRIQUECIENDO CON PRIVILEGIOS E INDULGENCIAS SEGÚN CONSTA EN LAS BULAS DE LOS SUMOS PONTÍFICES BENEDICTO XIV EN 1746 Y PIO VI EN 1776, EL APOSTOLADO DE LA ORACIÓN ESTABLECIDO CANÓNICAMENTE EL 3 DE DICIEMBRE DE 1898, RECONOCIDO A LAS BONDADES DEL SAGRADO CORAZÓN DE JESÚS Y EN TESTIMONIO DE FERVIENTE AMOR DEDICA ESTE REECUERDO. A.M.G.D.”
La Hermandad en 1997 incluye como cotitulares a los Sagrados Corazones de Jesús y de María, renovando de esta forma la vinculación entre esta antigua devoción y los ecijanos. Realizándose todos los mes de junio una Solemne Novena y culminando dichos cultos con la procesión de gloria con la imagen del Sagrado Corazón de Jesús, que tiene como curiosidad que es portado por hermanas costaleras.

## Leyenda de Jesús Sin Soga
A comienzos del siglo XV vivía, en calle Juan Perea, hoy Emilio Castelar, un zapatero llamado Maese Luis, fervoroso devoto del Nazareno de la capilla existente en el exterior de la Iglesia de Santa Bárbara. Tenía dos hijos pequeños y su mujer estaba bastante enferma. El hombre estaba dominado por el vicio del juego y todo lo ganado lo gastaba en dados y tableros, por lo que la familia pasaba necesidad. Había empeñado muchos objetos en casa del judío Samuel, que habitaba en la calle Morería. Una noche en que la mujer del zapatero agonizaba por la enfermedad y la falta de alimentos, Maese Luis acudió al Nazareno para suplicarle con dolor y arrepentimiento que lo amparara. El Santo Cristo cobró vida y entregó al hombre un cíngulo o cordón de oro que ceñía su cintura, haciendo que se convirtiera en el precioso metal para socorrer a su familia. Asombrado por el prodigio y lleno de alegría, corre para vender el oro, pero, al pasar por la casa de juego, olvida el milagro y pierde el importe de la venta.
La leyenda asegura que Jesús Nazareno, al ver la ingratitud de Maese Luis y sabiendo que no podría negarle su auxilio si otra vez se lo pidiese, dispuso que se le borrara el cíngulo para siempre cada vez que se lo pintasen, cosa que parece ser ocurrió en dos ocasiones. Este es el motivo por el que la imagen no tiene cíngulo en su túnica y se le conoce desde entonces con el nombre de Jesús sin Soga.

## Túnicas
Túnica blanca sin cíngulo, capillo blanco sin cartonera y escudo de la Hermandad en el centro. Calzado oscuro. Esta Hermandad no lleva capirote. Los nazarenos llevan Cruz de madera, pero a partir de 2012, la Hermandad admite llevar cirios "por motivos justificados".

## Paso por Carrera Oficial
| Predecesor: San Juan (Viernes Santo), La Madrugá | Orden de entrada en Carrera Oficial (Viernes Santo) 1º lugar | Sucesor: La Merced (Viernes Santo) |

## Curiosidades
- Nuestra Señora de la Fé perteneció primitivamente a la Hermandad del Rosario (Como sede en Santo Domingo) donde posesionaba en la tarde del Viernes Santo con un Yacente. Sus peleas con la hermandad de la Soledad hizo que se le prohibiera hacer estación de penitencia con esta hermandad.
- Nuestro Padre Jesús Sin Soga posesiona sobre al antiguo paso de Nuestro Padre Jesús Nazareno (El Silencio).
- Ha residido en la vecina Parroquia de Santa María, ya que durante un par de años su sede estuvo en obras. Una segunda vez también estuvieron aquí, debido a la exposición "El viaje de los siglos" celebrada en Écija y El Arahal.
- Nuestro Padre Jesús Sin Soga recibía culto en la desaparecida Capilla de San Gregorio (Barrio del Matadero), bajo la advocación de "Jesús Cansado".
- Nuestra Señora de la Fe recibía culto en la Iglesia de Santo Domingo y San Pablo, bajo la advocación de "María Santísima de las Angustias", donde pertenecía a la Hermandad del Rosario. Los padres religiosos del citado Convento, se la cedió a finales de los años 80.
- La Dolorosa es una de las pocas que procesiona sin palio.
- La única vez que salió en procesión el Sagrado Corazón de María, fue en mayo de 2012, tras su restauración, haciéndose un traslado desde la Parroquia de Santa María hasta su sede. El Sagrado Corazón de Jesús sí realiza su salida procesional cada año, con el paso de Nuestra Señora de la Fe.
- La Virgen de la Fe es la única Dolorosa con las manos unidas de la Semana Santa de Écija.
- Por lluvias, en el año 2012, tuvo que refugiarse en la Parroquia Mayor de Santa Cruz, recogiendo estampas inéditas frente a la Patrona y a las distintas Hermandades que allí residen.
- En 2012, con motivo del XXV Aniversario de la primera salida de la Virgen de la Fe, se realizó un Rosario de la Aurora hasta el Convento de las Hermanas de la Cruz.
- El 31 de mayo de 2015, Écija se consagrada al Sagrado Corazón de María dentro de los actos del IV Centenario del Voto Concepcionista. Realizó una salida extraordinaria para presidir la misa de consagración en el Parque Infantil.
- Nuestra Señora de la Fé proseciona de forma extraordinaria un 11 de octubre en la Magna Mariana del 2015. Apoyando así el Voto Concepcionista de Écija. Lo hace acompañada por una banda musical, siendo la primera vez en la historia.